# ینس کاسترو
ینس کاسترو (انگلیسی: Jens Castrop؛ زادهٔ ۲۹ ژوئیهٔ ۲۰۰۳) بازیکن فوتبال است.
وی همچنین در تیم‌های ملی فوتبال Germany national under-16 football team، جوانان آلمان، جوانان آلمان، و جوانان آلمان بازی کرده‌است.